# Liste von Sakralbauten in Kernen im Remstal
Die Liste von Sakralbauten in Kernen im Remstal nennt Kirchen und sonstige Sakralbauten in Kernen im Remstal, Rems-Murr-Kreis.

## Liste

### Katholisch
| Abbildung | Name                | Standort                                       | Bauzeit | Beschreibung |
| --------- | ------------------- | ---------------------------------------------- | ------- | ------------ |
|           | Herz Jesu           | Rommelshausen 48° 48′ 46″ N, 9° 19′ 28″ O      | 1960    |              |
|           | Heilig-Kreuz-Kirche | Stetten im Remstal 48° 47′ 30″ N, 9° 20′ 21″ O | 1954    |              |

### Evangelisch
| Abbildung | Name             | Standort                                       | Bauzeit         | Beschreibung |
| --------- | ---------------- | ---------------------------------------------- | --------------- | ------------ |
|           | Mauritiuskirche  | Rommelshausen 48° 48′ 24″ N, 9° 19′ 12″ O      | 14. Jahrhundert |              |
|           | St.-Veits-Kirche | Stetten im Remstal 48° 47′ 20″ N, 9° 20′ 29″ O | vor 1349        |              |

### Neuapostolisch
| Abbildung | Name                                          | Standort                                       | Bauzeit | Beschreibung |
| --------- | --------------------------------------------- | ---------------------------------------------- | ------- | ------------ |
|           | Neuapostolische Gemeinde Kernen-Rommelshausen | Rommelshausen 48° 48′ 40″ N, 9° 19′ 40″ O      |         |              |
|           | Neuapostolische Gemeinde Kernen-Stetten i. R. | Stetten im Remstal 48° 47′ 21″ N, 9° 20′ 10″ O |         |              |

### Weitere christliche Sakralbauten
| Abbildung | Name                                               | Standort                                       | Bauzeit | Beschreibung |
| --------- | -------------------------------------------------- | ---------------------------------------------- | ------- | --- |
|           | Friedenskirche (Evangelisch-methodistische Kirche) | Rommelshausen 48° 48′ 22″ N, 9° 19′ 16″ O      | 1973    | Seit 1862 sind regelmäßige Gottesdienste der Methodisten in Rommelshausen nachgewiesen. 1882 wurde die Friedenskapelle erbaut. Diese wurde 1950 renoviert und erweitert. 1973 wurde das Gebäude durch die Friedenskirche ersetzt. |
|           | Kirchsaal auf der Hangweide                        | Rommelshausen 48° 48′ 14″ N, 9° 19′ 55″ O      | 1958    | Seit Dezember 2018 ist der Kirchsaal entweiht und wurde Anfang August 2022 abgerissen. |
|           | Christusbund Rommelshausen                         | Rommelshausen 48° 48′ 24″ N, 9° 19′ 6″ O       |         | |
|           | Christusbund Stetten                               | Stetten im Remstal 48° 47′ 29″ N, 9° 20′ 14″ O |         | |
|           | Kapelle des Schloss Stetten im Bonn’schen Bau      | Stetten im Remstal 48° 47′ 30″ N, 9° 20′ 28″ O | 1508    | |

### Friedhöfe
| Abbildung | Name                          | Standort                                       | Bauzeit         | Beschreibung |
| --------- | ----------------------------- | ---------------------------------------------- | --------------- | ------------ |
|           | Friedhof Rommelshausen        | Rommelshausen 48° 48′ 24″ N, 9° 18′ 59″ O      |                 |              |
|           | Alter Friedhof Stetten        | Stetten im Remstal 48° 46′ 58″ N, 9° 20′ 22″ O | 16. Jahrhundert |              |
|           | Neuer Friedhof Stetten        | Stetten im Remstal 48° 47′ 3″ N, 9° 19′ 48″ O  | 1975            |              |
|           | Friedhof der Diakonie Stetten | Stetten im Remstal 48° 47′ 35″ N, 9° 20′ 18″ O |                 |              |